# 日本国際経済学会
日本国際経済学会（にほんこくさいけいざいがっかい、英語: The Japan Society Of International Economics (JSIE)）は、日本の学術研究団体の一つ。

## 概要
1950年4月29日設立。学術研究団体としての種別は単独学会。
経済学を学術研究領域とし、国際経済の分野における学問的開拓及び進化を通じて、広く学問の進歩向上に寄与し、世界平和に貢献することを目的としている。
国内においては日本経済学会連合に加盟している。
国際活動として韓国国際経済学会との相互研究交流（大会での発表研究者の派遣）を行っている。

## 沿革
- 1950年 - 日本国際経済学会発足。

## 刊行物

### 国際経済
- 誌名（和文）：国際経済
- 誌名（欧文）：KOKUSAIKEIZAI
- 創刊年：1951
- 資料種別：ジャーナル（査読付き論文を含む）
- 使用言語：日本語のみ
- 発行形態：印刷体、eジャーナル
- 著作権帰属先：学会
- クリエイティブコモンズ：-
- 購読：無料

### The International Economy
- 誌名（和文）：The International Economy
- 誌名（欧文）：The International Economy
- 創刊年：1995
- 資料種別：ジャーナル（査読付き論文を含む）
- 使用言語：英語のみ
- 発行形態：eジャーナル
- 著作権帰属先：学会
- クリエイティブコモンズ：-
- 購読：無料

## 会長
| 日本国際経済学会会長 | 日本国際経済学会会長 | 日本国際経済学会会長 |
| 代                   | 氏名                 | 在任期間             |
| -------------------- | -------------------- | -------------------- |
| 1                    | 矢内原忠雄           | 1950年 - 1961年      |
| 2                    | 赤松要               | 1954年 - 1968年      |
| 3                    | 名和統一             | 1968年 - 1974年      |
| 4                    | 山本登               | 1974年 - 1978年      |
| 5                    | 小島清               | 1978年 - 1982年      |
| 6                    | 渡辺太郎             | 1982年 - 1986年      |
| 7                    | 渡部福太郎           | 1986年 - 1990年      |
| 8                    | 池本清               | 1990年 - 1994年      |
| 9                    | 斎藤優               | 1994年 - 1996年      |
| 10                   | 本山美彦             | 1996年 - 1998年      |
| 11                   | 池間誠               | 1998年 - 2000年      |
| 12                   | 井川一宏             | 2000年 - 2002年      |
| 13                   | 大山道広             | 2002年 - 2004年      |
| 14                   | 関下稔               | 2004年 - 2006年      |
| 15                   | 田中素香             | 2006年 - 2008年      |
| 16                   | 阿部顕三             | 2008年 - 2010年      |
| 17                   | 木村福成             | 2010年 - 2012年      |
| 18                   | 岩本武和             | 2012年 - 2014年      |
| 19                   | 石川城太             | 2014年 - 2016年      |
| 20                   | 中西訓嗣             | 2016年 - 2018年      |
| 21                   | 古澤泰治             | 2018年 - 2020年      |
| 22                   | 中本悟               | 2020年 - 2022年      |
| 23                   | 遠藤正寛             | 2022年 - 2024年      |
| 24                   | 神事直人             | 2024年 - （現職）    |